# Grayia ornata
Grayia ornata là một loài rắn trong họ Rắn nước. Loài này được Bocage mô tả khoa học đầu tiên năm 1866.